# Michael Klein (Theologe)
Michael Klein (* 24. November 1964 in Wissen) ist ein deutscher Kirchenhistoriker und evangelischer Pfarrer. Er ist außerplanmäßiger Professor an der Ruprecht-Karls-Universität Heidelberg, Autor mehrerer Fachbücher und gilt als Experte für das Leben von Friedrich Wilhelm Raiffeisen.

## Leben
Michael Klein studierte zwischen 1983 und 1990 evangelische Theologie an der Rheinischen Friedrich-Wilhelms-Universität in Bonn und an der Ruprecht-Karls-Universität in Heidelberg. Nach dem ersten theologischen Examen bei der Evangelischen Kirche im Rheinland bestand er nach zweijährigem Vikariat dort 1992 auch das zweite theologische Examen. Ab 1993 war er in Hamm im Landkreis Altenkirchen Pastor im Hilfsdienst. Nach seiner Ordination 1994 wurde er 1995 zum Pfarrer der Kirchengemeinde gewählt.
Nebenberuflich schrieb er seine Dissertation über das Leben, Werk und die Nachwirkung des Genossenschaftsgründers Friedrich Wilhelm Raiffeisen am Diakonie-Wissenschaftlichen Institut in Heidelberg und absolvierte dort ein Aufbaustudium der Diakoniewissenschaften. Dieses Studium schloss es 1996 mit dem Diplom ab.
2003 habilitierte er im Fachbereich Kirchengeschichte an der Kirchlichen Hochschule Wuppertal und erhielt im selben Jahr die Lehrberechtigung. 2004 promovierte er zum Doktor der Philosophie an der Fernuniversität in Hagen und hatte Lehraufträge in Wuppertal und in Heidelberg. 2007 erhielt er an der Ruprecht-Karls-Universität eine Vertretungsprofessur für Historische Theologie der Neuzeit. Seit 2010 ist er dort als außerplanmäßiger Professor für Kirchengeschichte berufen.
Seine Forschungsschwerpunkte sind im Bereich der Reformation die Sozialordnung zu der Zeit und das Verhältnis des Islam zu dieser. Weitere Schwerpunkte sind der soziale Protestantismus im 19. und 20. Jahrhundert und der politische Protestantismus im 20. Jahrhundert.
Er ist Mitglied in der Wissenschaftlichen Gesellschaft für Theologie, im Verband der Historiker und Historikerinnen Deutschlands und in der
Luther-Akademie Ratezburg-Sondershausen.
Er ist Mitglied im Kuratorium der Deutschen Friedrich-Wilhelm-Raiffeisen-Gesellschaft. Bei den 2. Weyerbuscher Gesprächen 2008 der Westerwald Bank im Raiffeisen-Begegnungszentrum wurde er als ausgewiesener Raiffeisenkenner bezeichnet.
Er ist verheiratet mit der Theologin Larissa Seelbach und Vater zweier Töchter.

## Werke (Auswahl)
- Feuer der Nächstenliebe: Johann Hinrich Wichern - der Gründer der Inneren Mission in Texten und Bildern, Verlag am Birnbach, 1998, ISBN 3-7615-3598-8
- Bankier der Barmherzigkeit: Friedrich Wilhelm Raiffeisen - das Leben des Genossenschaftsgründers in Texten und Bildern, Neukirchener Verlagsgesellschaft, 1999, ISBN 3-7615-3627-5 (3. Auflage 2012) (Rezension)
- Zwischen Eigenkirchenrecht und Dorfkirchenbewegung : historische Studien zum Verhältnis von Kirche und Land, dissertation.de, 2003, ISBN 3-89825-652-9
- Martin Luthers Meinungs- und Wissensbildung zur "Türkenfrage" auf dem Hintergrund der osmanischen Expansion und im Kontext der reformatorischen Bewegung, Hagen, 2004, Dissertation (online)
- Westdeutscher Protestantismus und politische Parteien : Anti-Parteien-Mentalität und parteipolitisches Engagement von 1945 bis 1963, Mohr Siebeck Verlag, 2005, ISBN 3-16-148493-2